# Saphanidus basilewskyi
Saphanidus basilewskyi là một loài bọ cánh cứng trong họ Cerambycidae.